# Bernat Canut Font
Bernat Canut Font (La Seu d'Urgell, Alt Urgell 30 d'agost de 1989) és un entrenador de bàsquet català.
Vinculat a l'Agrupació Esportiva Sedis Bàsquet des del 2013, assumí la direcció tècnica del primer equip la temporada 2017-18 degut a la malaltia de Joan Carles Pié. Amb el club alturgellenc, guanyà una Lliga catalana (2021-22) i aconseguí el tercer lloc a la Lliga espanyola (2018-19). També participà a les fases finals de la Copa de la Reina i disputà l'EuroCup Women. Després de cinc temporades, dirigí l'Spar Girona la temporada 2022-23. Tot i la gran quantitat de lesions que patí l'equip gironí guanyà la Supercopa espanyola i disputà competiciones europees. La temporada següent dirigí el Södertälje Baskebollklubb de la lliga sueca amb el qual aconseguí el títol de Lliga i de Copa. L'estiu de 2024 s'incorporà a la direcció tècnica de l'Hozono Global Jairis, amb el qual ha guanyat la Copa de la Reina 2025.
Internacionalment, ha dirigit la selecció espanyola sub-16 i sub-18. Amb el combinat sub-19, es proclamà subcampió del Món sub-19 el 2023, on també fou escollit millor entrenador del torneig.